# El día de los tramposos
There Was a Crooked Man... es un filme estadounidense de 1970, del género western, comedia, dirigido por Joseph L. Mankiewicz.  Protagonizado por Kirk Douglas, Henry Fonda, Hume Cronyn, Warren Oates, Burgess Meredith, John Randolph, Lee Grant, Arthur O'Connell.

## Argumento
Paris Pitman (Kirk Douglas), es un simpático delincuente que ha sido encarcelado con una condena de 10 años en una aislada cárcel en el desierto de Arizona. La prisión está a cargo de Woodward Lopeman (Henry Fonda) un puritano y honesto guardián. El delincuente intenta fugarse, ya que un botín escondido de 500.000 dólares lo espera, y comienza a manipular a todo el mundo, pero todos sus intentos son frustrados por su guardián.

## Reparto
- Kirk Douglas como Paris Pitman, Jr.
- Henry Fonda como Woodward W. Lopeman.
- Hume Cronyn como Dudley Whinner.
- Warren Oates como Floyd Moon.
- Burgess Meredith como el niño de Missouri.
- John Randolph como Cyrus McNutt.
- Lee Grant como Mrs. Bullard.
- Arthur O'Connell como Mr. Lomax.
- Martin Gabel como Warden LeGoff.
- Michael Blodgett como Coy Cavendish.
- C.K. Yang como Ah-Ping.
- Alan Hale, Jr. como Tobaccy.
- Victor French como Whiskey.
- Claudia McNeil.
- Bert Freed como Skinner.
- Jeanne Cooper como una prostituta.
- Barbara Rhoades como Miss Jessie Brundidge.
- Gene Evans como Col Wolff.
- Pamela Hensley como Edwina.
- J. Edward McKinley como el gobernador.
- Karl Lukas como Otis.
- Larry D. Mann como Harry.
- Ann Doran como Mrs. Lomax.
- Paul Prokop.
- Bart Burns como Dr. Loomis.
- E.J. André como el juez.
- Bob Bennett como barman.
- Danny Borzage como un prisionero.
- Buff Brady como Nolan.
- David Cadiente como un prisionero.
- Vincente Cadiente como un guardia.
- Harry Caesar como un prisionero.
- Virginia Capers como Cook.
- Donald Chaffin como un prisionero.
- Al Checco como Wheatley.
- Robert Cleaves como Grizzard.
- John Davey como un guardia.
- Barbara Eaton como una mujer.
- Duke Fishman como un prisionero.
- Byron Foulger como el hijo de Lomax.
- Bruce Garrick.
- Lars Hensen como un prisionero.
- Bob Herron como Oran.
- Harry Holcombe como Hammond.
- Clyde Howdy como el marshal.
- Michael Jeffers como un miembro de la Iglesia.
- Henry Kingi como un prisionero.
- Ron Kinwald como un prisionero.
- Monty Laird como un prisionero.
- Jacquelyn Landrum como una mujer.
- John Lawrence como Jones.
- Norman Leavitt como un prisionero.
- Ian Maclean.
- John McCook.
- Boyd Red Morgan como Hobbs.
- Paul Newlan.
- Terry L. Nichols como un guardia de la torre.
- Carol Nicholson como la hija de Lomax.
- Gerry Okuneff como un guardia.
- Renee Paul como una mujer.
- Jack Perkins como un prisionero.
- Red Perkins como un guardia.
- Bill Peterson como Gordon Hartley.
- Mel Pittenger.
- Roberta Randall como una mujer.
- Clark Ross como un miembro de la Iglesia.
- James Seay como el ayudante del gobernador.
- Vince St. Cyr como un prisionero apache.
- Kelly Thordsen como el padre de Edwina.
- Rick Traeger como Peddler.
- Jesse Wayne como un prisionero.
- Napoleon Whiting como el sirviente de Lomax.
- Guy Wilkerson como un prisionero solitario.
- Ilona Wilson como una mujer.
- Will Wyler como prisionero en los disturbios.